# Papillaria callochlorosa
Papillaria callochlorosa är en bladmossart som beskrevs av C. Müller in Brotherus 1891. Papillaria callochlorosa ingår i släktet Papillaria och familjen Meteoriaceae. Inga underarter finns listade i Catalogue of Life.